# 阿尔本加新村
阿尔本加新村（義大利語：Villanova d'Albenga）是意大利萨沃纳省的一个市镇。总面积15.74平方公里，人口2492人，人口密度158.3人/平方公里（2009年）。ISTAT代码为009068。